# Phyllachora ehretiae
Phyllachora ehretiae är en svampart som beskrevs av Hosag. & N.C. Nair 1986. Phyllachora ehretiae ingår i släktet Phyllachora och familjen Phyllachoraceae.   Inga underarter finns listade i Catalogue of Life.